# 闯王镇
闯王镇，是中华人民共和国湖北省咸寧市通山县下辖的一个乡镇级行政单位。原名宝石乡，得名于高湖村境内的李自成墓。

## 行政区划
闯王镇下辖以下地区：
闯王社区、刘家岭村、汪家畈村、龟墩村、宝石村、界牌村、坳坪村、苦竹岭村、小源村、大源村、高湖村、仙崖村、集谭村和高湖场村。